# Леон ван ден Говен
Леон ван ден Говен (англ. Leon van den Hoven, нар. 20 квітня 2000, Окленд) — новозеландський футболіст, півзахисник клубу «Валвейк».

## Клубна кар'єра
Народився 20 квітня 2000 року в місті Окленд. Вихованець футбольної школи клубу «Окленд Сіті». У першій половині 2018 року виступав на батьківщині за команду «Істерн Сабарбс», в якій того року взяв участь в 11 матчах Прем'єр-ліги, після чого влітку перейшов до нідерландського «Валвейк».

## Виступи за збірні
2017 року у складі юнацької збірної Нової Зеландії до 17 років взяв участь у юнацькому чемпіонаті Океанії на Таїті, ставши переможцем турніру, а також юнацькому чемпіонаті світу в Індії, де команда не вийшла з групи.
У 2018 році у складі молодіжної збірної Нової Зеландії ван ден Говен взяв участь в молодіжному чемпіонаті Океанії на Таїті. На турнірі він допоміг своїй команді здобути золоті медалі турніру. Цей результат дозволив команді кваліфікуватись на молодіжний чемпіонат світу 2019 року у Польщі, куди поїхав і Леон.